# Alessio De Filippis
Alessio De Filippis (n. 28 ianuarie 1982, Roma, Italia) este un actor și actor de voce italian.

## Biografie
Alessio este fratele actorului de voce Stefano De Filippis.
El a contribuit la multe dublaje italian de filme, printre care:  frontalieră - Open Range ,  Lizzie McGuire: elev de liceu dintr-o stea pop ,  Step Up .
În [2003] a câștigat premiul "Vocea anilor bărbați - desene animate și radio", acordat de public la Gran Galà de Dubbing.
Este cunoscut pentru vocea lui la personaje de desene animate: Peter Pan,  Robin în  Teen Titans  și  ! Du-te la Teen Titans , Rigby  Regular Show  și Lincoln Tare în  O Casa Loud .

## Dublarea

### Filme de cinema
- Diego Luna în  Borderland - Range Open
- Wen Gifford în  Lemonade Mouth
- Denzel Whitaker în  Un tată să salveze
- Jamie Anderson în  Contractul
- Akshay Kumar în  Kambakkht Ishq
- Adam Lamberg în  Lizzie McGuire: de la liceu la starul pop
- De'Shawn Washington în  Step Up
- Richard Banel în  Edges of the Lord
- Aleksey Bardukov în  Metro (film)
- Li Zo și Suen Hanwen în  Legendă adevărată

### Filme de televiziune și seriale TV
- Jhonny Lewis în  Fiii Anarhiei
- Javier Calvo în  Fizică sau chimie
- James Maslow în  Big Time Rush
- Dan Benson în  Magicienii Wizards
- Jack O'Connell în  Skins (seriale de televiziune 2007]
- Lukas Decker în  Peppercorns
- Daniel Magder în  Mudpit
- Jason Dolley în  Good luck Charlie
- Nat Wolff în  The Naked Brothers Band
- Tristan Wilds în  90210
- Lee Ingleby în  Inspector Gently
- Crispo Powers în  100 lucruri de făcut înainte de liceu
- Drumul spre fericire  [
- Santiago Talledo în  Chica vampire
- Rodrigo Velilla în  Patty's world
- Nicolás Maiques în  Flor - Special ca tine
- Harold Azuara în  Love Divina

### Filme TV
- Joey Pollari în  Avalon High

### Film animat
- Ghirù și Potto în  I Roteò și magia oglinzii
- Peter Pan în  Peter Pan - Întoarcere la insula care nu există
- Mattacchiorso în  Urșii inimii - O zi la Toyolandia
- Dedo in  Animotosi in tara Nondove
- Norves ne  Smile and Go și bifuoco brazier
- Tuffy in  Tom & Jerry și Wizard of Oz,  Tom & Jerry - Înapoi la Oz
- Shiro Mizunuma în  Hill of poppies
- Dimitri copil în   Anastasia

### Seria animată
- Setsuna Kai în  Devichil
- Lincoln Loud în  A casa dei Loud
- Seiji Hiwatari în  Kilari
- Aang in  Avatar - Legenda lui Aang
- Gon Freecss în  Hunter × Hunter
- Danny în  Monster Buster Club
- Romy in  Moby Dick si secretul lui Mu
- Tadase Hotori în  Shugo Chara!
- [[[Dick Grayson | Robin]] în   Teen Titans ,   Teen Titans Go!
- Alex în  RicreAzione
- Comandantul Vallejo în  Fillmore!
- Keitaro Urashima în  Love Hina
- Sora în  Naruto
- Nataku în  Saiyuki
- Sogo Okita în  Gintama
- Gabu Samejima în  Idaten Jump
- Leo in  Teen Days
- Rigby în  Regular Show
- Kirito / Kazuto Kirigaya în  Sword Art Online
- Samuele în  Extreme football
- Fanboy în  Fanboy & Chum Chum
- Nightwing / Robin / Dick Grayson în  Young Justice
- Milo în  Pepper Ann
- Numărul 4 în  Nume de cod: Kommando New Devils
- Danger Duck și Rev Runner în  Loonatics Unleashed
- Leon în  Sonic X
- Peter Pan in  Casa lui Mouse - Topoclub ,  Jake si piratii insulei care nu este acolo
- Donatello in  [[[Teenage Mutant Ninja Turtles - Ninja Turtles]]
- Claus Valca în  Last Exile
- Tony în  Michiko și Hatchin
- Ageha 1 în  Eureka Seven
- Micul pumnal în ' Ultimul dintre Mohicani' '
- Desna in  Legenda lui Korra
- Leo Walker în  Egyxos
- Cote în  Loopdidoo
- Gene in  Burgersul lui Bob
- Nils Ritcher în  Danball Senki W
- Loki în  Fairy tail
- Kevin în  Supernoobs
- Peter în  [[Heidi (serie animată)] Heidi]]
- Nils Richer în  Little Battle Experience
- Doctor Louis, Jack și Temperance în  Infinity Nado
- Steve Grim în [[Inazuma Eleven (anime)]  Inazuma Eleven ]]
- Lance McClain în  Voltron: Legendary Defender
- Shawn The Beast în  Academia Regală